# HMS Södermanland (Söd)
HMS Södermanland (Söd) är en ubåt i den svenska marinen. Den byggdes ursprungligen som en del av Västergötland-klassen men är numera en del av Södermanland-klassen där även HMS Östergötland ingår. 

## Prestanda
Konstruktionen kombinerar de bästa egenskaperna från HMS Sjöormen och HMS Näcken. Ubåtar av Södermanland-klassen har större ubåtsjaktkapacitet än tidigare klasser bland annat för att de är utrustade med en ny ubåtsjakttorped.

## Halvtidsmodifiering (HTM)
Mellan 2000 och 2004 genomgick Södermanland och Östergötland omfattande modifieringar, förlängdes med 12 meter och försågs med luftoberoende Stirlingmotorer. Ubåtarna skulle samtidigt förändras för att klara internationella uppdrag med operationer i varma och salta vatten. Ombyggnaden av de båda ubåtarna blev så omfattande att Kockums beslutade att klassa om ubåtarna till en ny Södermanland-klass.

## Ledningssystemmodifiering
Under 2010 uppgraderades HMS Södermanland som den första av fyra ubåtar med bland annat nytt ledningssystem (SESUB 960), nytt navigationssystem, nya sambandssystem. Modifieringen genomfördes av Kockums AB vid Muskö utanför Stockholm.

## Livstidsförlängning
I september 2022 tecknade FMV avtal med SAAB Kockums om en andra livstidsförlängning med sex år på HMS Södermanland. Avtalet på 470 Mkr gäller också batterianskaffning och batteriutveckling. Livstidsförlängningen genomförs samtidigt med generalöversynsunderhåll efter sex års drift.

HMS Södermanlands vapen.